# Oemida longipennis
Oemida longipennis är en skalbaggsart som beskrevs av Martins 1977. Oemida longipennis ingår i släktet Oemida och familjen långhorningar.
Artens utbredningsområde är Kenya. Inga underarter finns listade i Catalogue of Life.